# Опсада Лила (1708)
Опсада Лила је опсада овог града која је трајала од 12. августа до 10. децембра 1708. током Рата за шпанско наслеђе.
Опсада је била успешна. Француске снаге под командом маршала Буфлера предале су се савезничким трупама којима су командовали војвода од Молбороа и принц Еуген Савојски. Највећи део опсаде Еугенове снаге су се бориле против француске војске у самом граду док су се трупе под Молбороовом командом бориле против француских снага за пружање подршке. Један краћи период, пошто је Еуген 21. септембра повређен Молборо је командовао свим трупама. Током опсаде и савезничке снаге су претрпеле тешке губитке, око 15 000 погинулих.